# 上原慎也
上原慎也（うえはら しんや、1986年9月29日 - ）は、沖縄県中頭郡西原町出身のサッカー選手。沖縄県社会人サッカーリーグ1部・FCセリオーレに所属。ポジションはFW・DF。

## 来歴
沖縄県立西原高等学校から沖縄大学に進学。1年次の2005年には九州大学サッカーリーグ2部新人王に輝き、翌2006年にはユニバーシアード日本代表候補にも選出されたが直前に右ひざ前十字じん帯を断裂、全治一年の重傷を負い、辞退を余儀なくされた。2007年はエースストライカーとして活躍、九州大学サッカーリーグ2部得点王に輝き、アシストランキングでも3位となるなど攻撃の要としてチームに貢献した。翌2008年は国体成年の部県代表に選出。また、天皇杯沖縄県予選ではJFL・FC琉球から4得点を奪うなど大活躍、チームを格上チームからの大勝利に導いた。その後、チームは決勝で敗れ本選出場は逃したもののその活躍は注目され、複数Jチームの練習に参加、最終的にコンサドーレ札幌と11月7日に仮契約を結んだ。その後、11月20日からシーズン終了までチームに合流し、練習に参加。仮契約を終えてからの練習参加は異例のことであり、チームとしての期待の高さを伺わせた。

### コンサドーレ札幌
2009年、この年に監督に就任した石崎信弘の意向もあってシーズン序盤から途中出場ながら多くの出場機会を掴んだ。4月5日J2第6節熊本戦の後半15分にダニルソンと代わりJリーグ初出場を果たすと、5月5日J2第13節栃木戦では後半30分に上里一将に代わり途中出場、その8分後に西嶋弘之の左からのクロスに頭で合わせプロ初ゴールを挙げ勝利に貢献した。10月には岡本賢明と共にインフルエンザに感染し戦列を離れたものの、シーズンを通して多くの試合に出場し3ゴールを挙げ、また、本職のフォワードだけではなく2列目でも起用されるなど期待に応える活躍を見せた。
2010年に入ると前年にポジションを争った石井謙伍、中山元気が退団したものの、中山雅史、内村圭宏、近藤祐介らJリーグで実績を持つ選手が即戦力として加入した事に加えて、高校3年生で2種登録された三上陽輔が活躍した影響もあってポジション争いが激化。2列目のポジションでも古田寛幸が台頭するなど、前年とは一転して出場機会が激減しゴールを挙げられないシーズンとなった。
2011年はシーズン序盤こそ出場機会に恵まれなかったものの、徐々に起用されるようになり夏場以降は途中出場ながら決定的な働きを見せるなど札幌のJ1昇格に貢献した。また、このシーズンはサイドバックにも挑戦し左サイドバックのレギュラーを務める岩沼俊介の不在時には代役を任された。
2012年は4月4日のヤマザキナビスコカップ予選リーグ第2節横浜M戦で右第5中足骨基部骨折の重傷を負い、シーズン序盤を棒に振った。夏場に入り戦列に復帰すると、7月28日J1第19節名古屋戦では決勝ゴールを挙げ、8月18日J1第22節神戸戦、続く8月25日J1第23節G大阪戦で2戦連続ゴールを挙げるなど、少ない出場機会の中で決定的な働きを見せ、チームが最下位に沈む中で奮闘していたが、札幌のJ2降格が決定した9月29日J1第27節川崎戦で左脛骨疲労骨折を負ってしまい、残りのシーズンを棒に振った。
2013年は背番号を14に変更。財前恵一が新監督に就任すると主力選手として起用され、このシーズンのチーム最多となる公式戦42試合に出場し、自身にとってもキャリアハイとなる5ゴールを挙げた。シーズン序盤こそ前線での起用が多く見られたが、開幕戦から左サイドバックのポジションを任されていた大卒新人の松本怜大が調子を落とした事もあって、6月以降は同ポジションを主戦場に多くの試合で得点シーンに絡む活躍を見せた。

### 愛媛FC
2018年シーズンより愛媛FCへ移籍。

### FC琉球
2018年12月、FC琉球への完全移籍が発表された。
2022年11月15日、現役引退を発表。

### FCセリオーレ
2023年3月17日、沖縄県社会人サッカーリーグ1部のFCセリオーレにアマチュア選手として加入した。

## エピソード・アラカルト
- 沖縄大学初のJリーガーである[6]。
- 大学時代は周囲からの人望が厚く、プレーだけでなくその人間性も高く評価されている[7]。
- 天皇杯沖縄県予選でFC琉球から4得点を奪ったことから、同チーム総監督のフィリップ・トルシエからFC琉球への入団を熱心に勧誘された[8]。
- コンサドーレ札幌入団の理由として同じ沖縄県出身の上里一将が所属しているチームであることを挙げていた[9]。その上里も、上原同様2019年シーズンよりFC琉球に移籍してプレーしている。

## 所属クラブ
- 坂田FC
- 西原町立西原中学校
- 沖縄県立西原高等学校
- 沖縄大学
- 2009年 - 2017年  コンサドーレ札幌 / 北海道コンサドーレ札幌
- 2018年  愛媛FC
- 2019年 - 2022年  FC琉球
- 2023年 -  FCセリオーレ

## 個人成績
| 国内大会個人成績 | 国内大会個人成績 | 国内大会個人成績 | 国内大会個人成績 | 国内大会個人成績 | 国内大会個人成績 | 国内大会個人成績 | 国内大会個人成績 | 国内大会個人成績 | 国内大会個人成績 | 国内大会個人成績 | 国内大会個人成績 |
| 年度             | クラブ           | 背番号           | リーグ           | リーグ戦         | リーグ戦         | リーグ杯         | リーグ杯         | オープン杯       | オープン杯       | 期間通算         | 期間通算         |
| 年度             | クラブ           | 背番号           | リーグ           | 出場             | 得点             | 出場             | 得点             | 出場             | 得点             | 出場             | 得点             |
| 日本             | 日本             | 日本             | 日本             | リーグ戦         | リーグ戦         | リーグ杯         | リーグ杯         | 天皇杯           | 天皇杯           | 期間通算         | 期間通算         |
| ---------------- | ---------------- | ---------------- | ---------------- | ---------------- | ---------------- | ---------------- | ---------------- | ---------------- | ---------------- | ---------------- | ---------------- |
| 2009             | 札幌             | 26               | J2               | 25               | 3                | -                | -                | 1                | 0                | 26               | 3                |
| 2010             | 札幌             | 26               | J2               | 9                | 0                | -                | -                | 0                | 0                | 9                | 0                |
| 2011             | 札幌             | 26               | J2               | 25               | 2                | -                | -                | 1                | 0                | 26               | 2                |
| 2012             | 札幌             | 26               | J1               | 11               | 3                | 2                | 0                | 1                | 1                | 14               | 4                |
| 2013             | 札幌             | 14               | J2               | 40               | 5                | -                | -                | 2                | 0                | 42               | 5                |
| 2014             | 札幌             | 14               | J2               | 27               | 3                | -                | -                | 0                | 0                | 27               | 3                |
| 2015             | 札幌             | 14               | J2               | 13               | 2                | -                | -                | 3                | 1                | 16               | 3                |
| 2016             | 札幌             | 14               | J2               | 22               | 1                | -                | -                | 1                | 1                | 23               | 2                |
| 2017             | 札幌             | 14               | J1               | 4                | 0                | 7                | 2                | 1                | 0                | 12               | 2                |
| 2018             | 愛媛             | 26               | J2               | 12               | 0                | -                | -                | 1                | 0                | 13               | 0                |
| 2019             | 琉球             | 21               | J2               | 18               | 5                | -                | -                | 0                | 0                | 18               | 5                |
| 2020             | 琉球             | 21               | J2               | 30               | 6                | -                | -                | -                | -                | 30               | 6                |
| 2021             | 琉球             | 21               | J2               | 39               | 2                | -                | -                | 1                | 0                | 40               | 2                |
| 2022             | 琉球             | 21               | J2               | 22               | 2                | -                | -                | 1                | 0                | 23               | 2                |
| 通算             | 日本             | 日本             | J1               | 15               | 3                | 9                | 2                | 2                | 1                | 26               | 6                |
| 通算             | 日本             | 日本             | J2               | 282              | 31               | -                | -                | 10               | 2                | 270              | 31               |
| 総通算           | 総通算           | 総通算           | 総通算           | 297              | 34               | 9                | 2                | 13               | 3                | 319              | 37               |

- Jリーグ初出場 2009年4月5日 J2 第6節 vsロアッソ熊本 (熊本県民総合運動公園陸上競技場)
- Jリーグ初得点 2009年5月5日 J2 第13節 vs栃木SC (札幌ドーム)

## タイトル

### チーム
北海道コンサドーレ札幌
- J2リーグ（2016年）